# 伊藤忠食品
伊藤忠食品株式会社（いとうちゅうしょくひん、英: ITOCHU-SHOKUHIN Co.,Ltd.）は、酒類・食品の卸売を主要事業とする商社である。本社は大阪市中央区と東京都港区に置き、二本社制の形をとっている。

## 概要
伊藤忠商事の子会社であり、伊藤忠グループで最も歴史のある会社である。
酒類・食品卸の企業としては、全国5位の売上高を誇る。
セブンイレブンは立ち上げの際から取引を行っている大口の得意先である。他にもイトーヨーカドーなどの大手スーパーにも強い。

## 沿革
- 1886年（明治19年）2月 - 松下善四郎商店創業[1]。
- 1918年（大正7年）11月 - 株式会社松下商店設立[1]。
- 1971年（昭和46年）3月 - 株式会社鈴木洋酒店を吸収合併し、松下鈴木株式会社に社名変更[1]。
- 1982年（昭和57年）10月 - 伊藤忠商事と提携[5]。
- 1996年（平成8年）10月1日 - 株式会社メイカンを吸収合併し、伊藤忠食品株式会社に社名変更[6]。
- 2001年（平成13年）3月13日 - 東京証券取引所1部上場[7]。

## 歴代社長
（注）1996年10月1日「伊藤忠食品」発足後から
| 氏名     | 在任期間                | 出身校               |
| -------- | ----------------------- | -------------------- |
| 尾崎弘   | 1996年10月 - 2004年12月 | 関西学院大学経済学部 |
| 浜口泰三 | 2004年12月 - 2013年06月 | 慶応義塾大学商学部   |
| 星秀一   | 2013年06月 - 2016年06月 | 一橋大学法学部       |
| 浜口泰三 | 2016年06月 - 2017年06月 | 慶応義塾大学商学部   |
| 高垣晴雄 | 2017年06月 - 2018年04月 | 京都大学法学部       |
| 岡本均   | 2018年04月 -            | 早稲田大学法学部     |

## 主な関係会社
| 会社名                                 | 住所         | 主な事業内容     | 備考         |
| -------------------------------------- | ------------ | ---------------- | ------------ |
| 新日本流通サービス株式会社             | 大阪市北区   | 貨物運取扱業     | 連結子会社   |
| ISCビジネスサポート株式会社            | 東京都港区   | サービス業       | 連結子会社   |
| 株式会社スハラ食品                     | 北海道小樽市 | 酒類・食品卸売業 | 連結子会社   |
| 株式会社アイ・エム・シー               | 大阪市中央区 | サービス業       | 連結子会社   |
| ワイ＆アイホールディングス合同会社     | 東京都港区   | 投資事業         | 連結子会社   |
| 株式会社宝来商店                       | 大阪市中央区 | 酒類・食品小売業 | 非連結子会社 |
| 株式会社中部メイカン                   | 岐阜県大垣市 | 食品卸売業       | 関連会社     |
| コンフェックスホールディングス株式会社 | 東京都渋谷区 | 食品卸売業       | 関連会社     |

## 社会貢献
- 商業高校フードグランプリを開催している。今日では多くの企業が商業高校向けに社会貢献活動をしている。その中でも、伊藤忠食品が開催する商業高校フードグランプリは、ヤマザキパンが商業高校と毎年共同開発したパンを市場販売する社会貢献とならび、賞賛されている。